# ルキウス・マンリウス・アキディヌス・フルウィアヌス
ルキウス・マンリウス・アキディヌス・フルウィアヌス（Lucius Manlius Acidinus Fulvianus、生没年不明）は、紀元前2世紀初頭の共和政ローマの政治家・軍人。紀元前179年に執政官（コンスル）を務めた。フルウィウス氏族から養子に入ったため、フルウィアヌスのアグノーメン（第四名）を持つ。

## 出自
アキディヌス・フルウィアヌスの実家であるフルウィウス氏族はプレブス（平民）であり、紀元前4世紀の中頃にトゥスクルム（en）からローマに移住し、紀元前322年にはルキウス・フルウィウス・コルウスが氏族最初の執政官となっている。父クィントゥス・フルウィウス・フラックスは、執政官を四度も務めた第二次ポエニ戦争の英雄である。
父クィントゥスは息子ルキウスをパトリキ（貴族）であるマンリウス氏族に養子に出す。養父となったのは紀元前210年のプラエトル（法務官）ルキウス・マンリウス・アキディヌスであった。これはプレブスがパトリキの家を継いだ最初の例であった。父がパトリキであるスルポキウス氏族の女性と結婚していたことが理由かもしれない。
クィントゥス・フルウィウス・フラックスは実の兄弟で、紀元前179年には兄弟で執政官を務めることになる。

## 経歴
アキディヌス・フルウィアヌスが歴史に登場するのは、紀元前188年にプラエトルとなってヒスパニア・キテリオル属州に赴任したときである。それまでこの地は、彼の養父によって7年間統治されていた。アキディヌス・フルウィアヌスは、その後もプロプラエトル（前法務官）として紀元前185年までヒスパニア・キテリオルに留まった。紀元前186年にはカラグリスの街の近くでケルティベリアに大勝した。ケルティベリア軍は12,000が戦死し、2,000が捕虜となった。ティトゥス・リウィウスは「後任者がアキディヌス・フルウィアヌスの進撃を止めていなければ、ケルティベリアは征服されていたであろう」と述べている。ローマに戻ったアキディヌス・フルウィアヌスは凱旋式の挙行を求めたが、ケルティベリアを完全に平定した訳ではなかったため、小凱旋式のみが許された。
紀元前183年、アキディヌス・フルウィアヌスはアルプスを越えてローマ領ガリア・トランサルピナに定着したガリア人に対し、大使の一人として派遣された。交渉の結果、ガリア人はそれまでの略奪品を返し、アルプスに戻されることとなった。同じ年に、アキディヌス・フルウィアヌスはプブリウス・コルネリウス・スキピオ・ナシカ、ガイウス・フラミニウスと共に、新たな植民都市アクイレイアの建設に携わった。アクイレイアは紀元前181年に完成した。街にはアキディヌス・フルウィアヌスに感謝して像が建設された。
紀元前183年、アキディヌス・フルウィアヌスは執政官に選出された。同僚のプレブス執政官はクィントゥス・フルウィウス・フラックスであったが、両者は実の兄弟だった。古代の歴史家達は、兄弟で執政官に就任することは特異なことだと書いている。アキディヌス・フルウィアヌスが法務官になったのは紀元前189年で、執政官になるまで10年かかっているが、これはかなり遅い。ミュンツァーによれば、この選挙の結果はスキピオ派にとっては歓迎できるものではなかった。
アキディヌス・フルウィアヌスはフラックスと共にリグリアに派遣された。しかし特筆すべき戦果をあげることはできなかった。その後に関しては不明である。

## 子孫
リウィウスは、アキディヌス・フルウィアヌスの息子の一人が、プブリウス・リキニウス・クラッススによる紀元前171年のマケドニア侵攻に参加したとしている。

## 参考資料

### 古代の資料
- ウェッレイウス・パテルクルス『ローマ世界の歴史』
- カピトリヌスのファスティ
- ティトゥス・リウィウス『ローマ建国史』
- 大プリニウス『博物誌』

### 研究書
- Broughton R. Magistrates of the Roman Republic. - New York, 1951. - Vol. I. - P. 600.
- Münzer F. Fulvius // Paulys Realencyclopädie der classischen Altertumswissenschaft . - 1910. - Bd. VII, 1. - Kol. 229.
- Münzer F. Fulvius 59 // Paulys Realencyclopädie der classischen Altertumswissenschaft . - 1910. - Bd. VII, 1. - Kol. 243-246.
- Münzer F. Manlius 47 // Paulys Realencyclopädie der classischen Altertumswissenschaft . - 1942. - Bd. XIV, 1. - Kol. 1164-1165..